# Sferoplast
Een sferoplast is een microbiële cel waarvan de celwand bijna volledig is verwijderd, bijvoorbeeld door de blootstelling van een bacterie aan penicilline. Nadat de celwand van een micro-organisme gedeeltelijk is afgebroken, krijgt de cel door membraanspanning een karakteristieke bolvorm. Sferoplasten zijn kwetsbaar en lyseren als ze worden overgebracht naar een hypotone omgeving. Penicilline en andere stoffen die de celwandsynthese verstoren, zoals carbapenem, zorgen ervoor dat groeiende bacteriën in sferoplasten veranderen.
Sferoplasten van gramnegatieve bacteriën kunnen worden gebruikt om de functie van bacteriële ionkanalen te bestuderen, door middel van de zogenaamde patch-clamptechniek. Voor deze techniek zijn zeer grote sferoplasten nodig. Om deze te maken worden bacteriën gekweekt in een medium dat chemicaliën bevat die voorkomen dat de cellen zich volledig kunnen delen. Bacteriën vormen lange "slangachtige" structuren die door een enkel membraan zijn omsloten. Na verloop van tijd worden de celwanden van de "slangen" afgebroken. De bacteriën vallen uiteen in zeer grote bollen omgeven door een enkele lipide dubbellaag. Het membraan kan vervolgens worden geanalyseerd om de ionkanalen die erin zijn ingebed te bepalen. 
Gramnegatieve bacteriën, zoals E. coli, zullen volledig lyseren na een osmotische shock en het inwerken van enzym lysozym en ethyleendiaminetetra-azijnzuur (EDTA). Lysozym katalyseert de hydrolyse van de peptidoglycaanlaag, terwijl EDTA het buitenmembraan vernietigt, zodat het enzym gemakkelijker in de binnenste lagen van de celwand kan binnendringen. Tijdens het lyseren komen veel eiwitten uit het periplasma vrij in het medium, zoals alkalische fosfatase.